# 浦东鸡

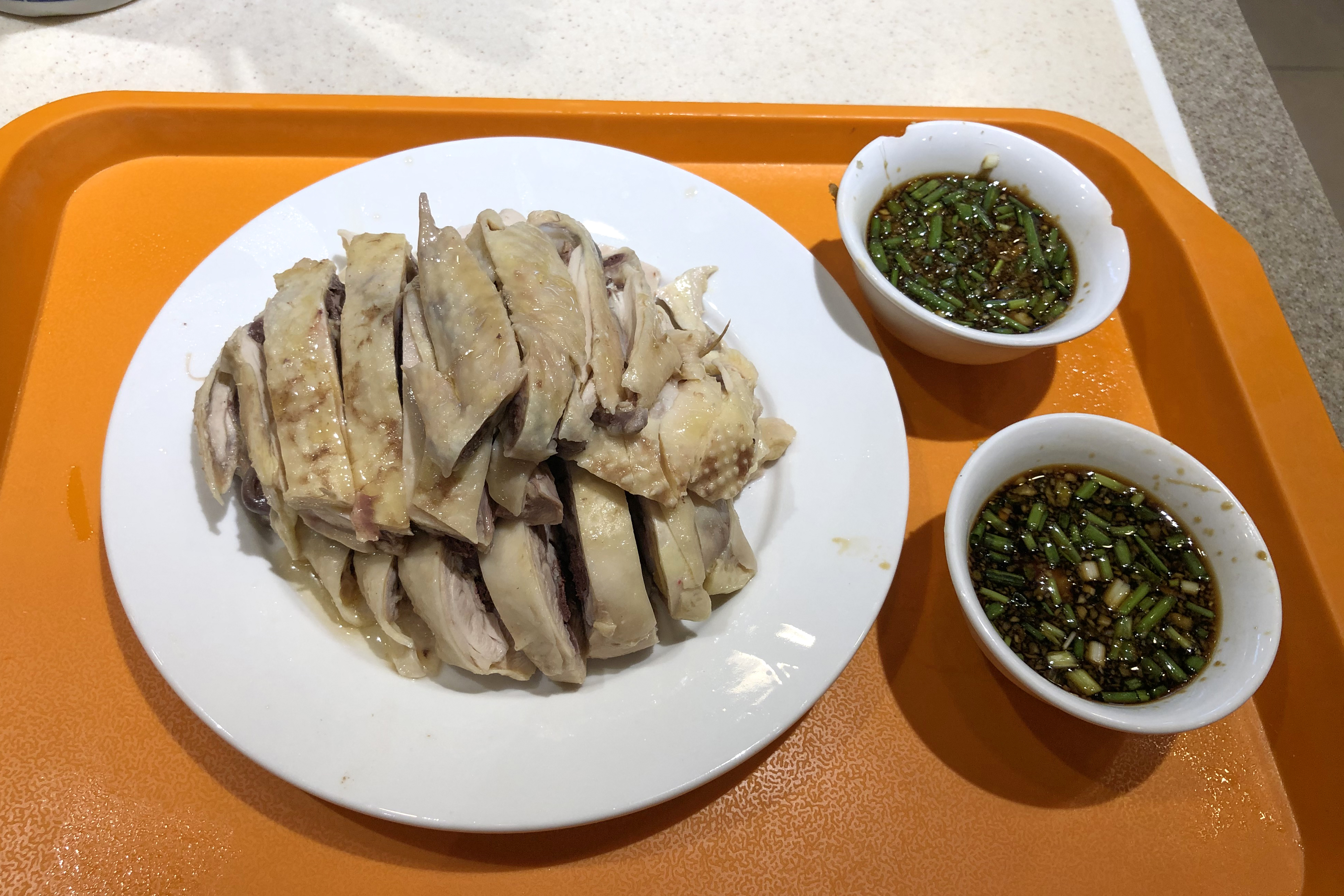
上海小绍兴酒家的招牌白斩鸡传统上使用浦东鸡制作而成

浦东鸡又称为九斤黄，是上海浦东沿海地区所产的家鸡品种。因成年公鸡可长到9斤以上，故有“九斤黄”之称。又因其啄、足、毛皆呈黄色而得名“三黄鸡”。浦东鸡最初在英文中被称为（上海鸡）或（交趾支那鸡），现通称（交趾鸡）。有学者认为“Cochin”实为汉语“九斤”的音译，而非源于交趾或交趾支那。1840年代起出口欧洲与北美后，浦东鸡开始在全世界流行，对西方家禽养殖行业产生了深远影响。

## 历史
浦东鸡（九斤黄）现存的最早记载在明代。江阴文人李诩在其《戒庵老人漫笔》中有记载：“嘉定、南翔、羅店出三黄鸡，嘴、足、皮毛纯者佳，重数斤，能治疾。”崇祯十五年（1642年）《太仓州志》也有载：“鸡出嘉定，曰黄脚鸡，味极肥嫩。”清代开始有“九斤黄”之称。《丰暇笔谈》提到“鸡之绝大者名九斤王，亦曰九斤黄。王者雄长之称，黄则色至秋肥而焕彩也。出嘉定太仓间”。据以上文献记载，九斤黄最初的产地应在上海以西嘉定、南翔等处。
清代时九斤黄产地转移到浦东，此后得名“浦东鸡”。雍正八年（1730年）《南汇县志》提到“鸡产浦东者大，有九斤黄、黑十二之名”。光绪五年（1879年）《川沙厅志》也有“鸡，吾乡产最大，有九斤黄、黑十二之名”的记载。
浦东鸡在1956年全国农业展览会上赞誉甚高。1971年，浦东鸡在上海市农业科学院畜牧兽医研究所举办的品味质量鉴定会上取得冠军。后来上海畜牧兽医研究所对浦东鸡进行杂交育种研究，花费十年时间培育出了一种新鸡种，定名为“新浦东鸡”。浦东鸡与新浦东鸡同被列入《上海市畜禽遗传资源保护名录》与《国家级畜禽遗传资源保护名录》。

### 出口海外
1843年，参加完第一次鸦片战争的英国海军军官爱德华·贝尔彻回到英国，将名为（交趾支那鸡）的鸡品种献给维多利亚女王。1847年，来自英国汉普夏的穆迪（Moody）与来自埃塞克斯郡格雷斯的阿尔弗雷德·斯特金（Alfred Sturgeon）两位养禽者从上海引入了鸡种（九斤黄），称其为“上海鸡”（Shanghai Fowl）。他们饲养的上海鸡在1850年伯明翰博览会上一举成名、风靡一时，引发了一场“母鸡热”（hen fever）。上海鸡即是现今流行的交趾鸡（Cochin），只不过其名称后被先入为主的所取代。1865年颁布的初版《英国家禽品种标准》即收录入了交趾鸡。
1847年左右，九斤黄从上海输入美国。1853年，佐治亚州一家农场开始大规模养殖，养了五百只九斤黄。1874年，美国家禽协会颁布的初版《美国家禽品种标准》中收录了交趾鸡。美国作家梭罗在其1861年《散步》一文中曾提到九斤黄：
|  | （我们有翼的思想已经退化成了家禽，它们不再展翅翱翔，仅仅能够达到上海鸡和九斤黄的辉煌。） |

明治时代九斤黄也开始出口日本。明治十五年（1882年）由中国人输入九斤黄，在千叶县提倡副业养鸡。同一时期，尾张藩藩士海部壮平与海部正秀兄弟开始将九斤黄与当地土鸡进行杂交。明治二十一年（1888年），日本驻上海领事在横滨引入了45只九斤黄。九斤黄在日本原称为“九斤”（／ Kukin），现在则使用源于英文的 Kōchin。
随着九斤黄出口各国，许多海外鸡种都有着九斤黄的血统，包括美国芦花洛克鸡、洛岛红鸡，英国奥品顿鸡，日本名古屋鸡（名古屋九斤黄）等。

## 特征
浦东鸡体型较大、呈三角形，喙短而稍弯，基部粗壮呈黄色，上端部则呈褐色。单冠，冠、肉垂、耳叶均呈红色，肉垂薄而小。虹彩呈黄色，皮肤则为白色或浅黄色。胫、趾亦为黄色，部分有胫羽、趾羽。公鸡羽色有黑胸红背、红胸红背、黄胸黄背三种，母鸡则全身黄色，有深浅之分。